# Superprestige
Superprestige, instiftad 1982, är den äldsta av de tre stora internationella tävlingsserierna inom cykelcross (de två övriga är Trofee veldrijden, avhållen sedan 1987, och UCI Cyclo-cross World Cup, sedan 1993). Den avhålls vintersäsongsvis (oktober–februari) och består sedan säsongen 2000/2001 av åtta deltävlingar, vilka tidigare var spridda över Europa, men sedan 2022/2023 ingår endast belgiska lopp. 2003/2004 infördes klasser för herrjuniorer och herrar U23, 2015/2016 infördes en damklass och 2019/2020 U23-damer. Herrjuniorklassen och de båda U23-klasserna ställdes in 2021/2022 på grund av coronapandemin och har inte återinförts (juniorlopp avhålls dock i samband med herr-/damloppen, men ingen sammanlagd säsongsvinnare utses).
Första upplagan arrangerades 1982/1983 av belgiska Verenigde Veldritorganisatoren ("Förenade cykelcross-arrangörerna") och hade landsvägscyklingens inofficiella "världscup" Super Prestige Pernod som förebild. Den bestod av fyra belgiska lopp (i Diegem, Zillebeke, Gavere och Overijse – samtiga i regionen Flandern). Säsongen därpå ökade antalet lopp till sex, genom att ett schweiziskt (i Zürich) och ett nederländskt (i Valkenswaard) tillkom och 1984/1985 tillkom ytterligare två lopp, ett italienskt (i Rom) och ännu ett nederländskt (i Oss). Lopp tillkom och utgick under åren – under 1990-talet bestod Superprestige av från nio till tolv lopp, avhållna även i Frankrike, Tjeckien och Spanien (1992/1993 gick de 12 loppen i sju olika länder, fyra i Belgien, två i vardera Nederländerna och Schweiz och ett var i Tjeckien, Spanien, Italien och Frankrike), men efter det att UCI startade sin officiella världscup 1993/1994 minskade Superprestiges geografiska spridning och det blev 2005/2006 ett rent belgiskt/nederländskt arrangemang (franska Harnes utgick efter 2004/2005). 2018 togs arrangemanget över av Flanders Classics (som arrangerar flera av de belgiska landsvägsklassikerna, exempelvis Flandern runt, men även, under UCI:s överinseende, UCI Cyclo-cross World Cup). När Superprestige Gieten (i provinsen Drenthe) som sista icke-belgiska lopp lades ner efter säsongen 2021/2022 blev tävlingen rent belgisk.
Slutställningen avgörs genom att summera poäng erhållna efter placeringen i de olika deltävlingarna. Sedan säsongen 2004/2005 får de 15 främst placerade poäng enligt en fallande skala från femton till ett (en poäng mindre per placering).
Tävlingarna har tv-sänts sedan säsongen 2007/2008. Sändningarna visas sedan 2020/2021 på Eurosport.
På herrsidan har Sven Nys vunnit tretton upplagor, på damsidan har Sanne Cant vunnit fyra.

## Slutställning

### Herrar – elit
| Säsong    | Vinnare             | Tvåa                | Trea                |
| 1982/1983 | Hennie Stamsnijder  | Johan Ghyllebert    | Paul De Brauwer     |
| 1983/1984 | Hennie Stamsnijder  | Reiner Groenendaal  | Albert Zweifel      |
| 1984/1985 | Roland Liboton      | Hennie Stamsnijder  | Reiner Groenendaal  |
| 1985/1986 | Roland Liboton      | Hennie Stamsnijder  | Paul De Brauwer     |
| 1986/1987 | Hennie Stamsnijder  | Frank van Bakel     | Martin Hendriks     |
| 1987/1988 | Roland Liboton      | Hennie Stamsnijder  | Paul De Brauwer     |
| 1988/1989 | Hennie Stamsnijder  | Paul De Brauwer     | Henk Baars          |
| 1989/1990 | Danny De Bie        | Paul De Brauwer     | Henk Baars          |
| 1990/1991 | Radomír Šimůnek     | Danny De Bie        | Kurt De Roose       |
| 1991/1992 | Radomír Šimůnek     | Danny De Bie        | Frank van Bakel     |
| 1992/1993 | Daniele Pontoni     | Thomas Frischknecht | Danny De Bie        |
| 1993/1994 | Daniele Pontoni     | Marc Janssens       | Thomas Frischknecht |
| 1994/1995 | Radomír Šimůnek     | Richard Groenendaal | Adrie van der Poel  |
| 1995/1996 | Luca Bramati        | Richard Groenendaal | Adrie van der Poel  |
| 1996/1997 | Adrie van der Poel  | Mario De Clercq     | Richard Groenendaal |
| 1997/1998 | Richard Groenendaal | Adrie van der Poel  | Mario De Clercq     |
| 1998/1999 | Sven Nys            | Bart Wellens        | Adrie van der Poel  |
| 1999/2000 | Sven Nys            | Richard Groenendaal | Adrie van der Poel  |
| 2000/2001 | Richard Groenendaal | Bart Wellens        | Erwin Vervecken     |
| 2001/2002 | Sven Nys            | Erwin Vervecken     | Bart Wellens        |
| 2002/2003 | Sven Nys            | Bart Wellens        | Mario De Clercq     |
| 2003/2004 | Bart Wellens        | Sven Nys            | Erwin Vervecken     |

| Säsong    | Vinnare              | Tvåa                | Trea                   |
| 2004/2005 | Sven Nys             | Richard Groenendaal | Sven Vanthourenhout    |
| 2005/2006 | Sven Nys             | Gerben de Knegt     | Bart Wellens           |
| 2006/2007 | Sven Nys             | Erwin Vervecken     | Bart Wellens           |
| 2007/2008 | Sven Nys             | Bart Wellens        | Niels Albert           |
| 2008/2009 | Sven Nys             | Klaas Vantornout    | Bart Wellens           |
| 2009/2010 | Zdeněk Štybar        | Niels Albert        | Sven Nys               |
| 2010/2011 | Sven Nys             | Kevin Pauwels       | Zdeněk Štybar          |
| 2011/2012 | Sven Nys             | Kevin Pauwels       | Zdeněk Štybar          |
| 2012/2013 | Sven Nys             | Niels Albert        | Klaas Vantornout       |
| 2013/2014 | Sven Nys             | Niels Albert        | Tom Meeusen            |
| 2014/2015 | Mathieu van der Poel | Kevin Pauwels       | Lars van der Haar      |
| 2015/2016 | Wout van Aert        | Sven Nys            | Lars van der Haar      |
| 2016/2017 | Mathieu van der Poel | Wout van Aert       | Laurens Sweeck         |
| 2017/2018 | Mathieu van der Poel | Wout van Aert       | Laurens Sweeck         |
| 2018/2019 | Mathieu van der Poel | Toon Aerts          | Lars van der Haar      |
| 2019/2020 | Laurens Sweeck       | Eli Iserbyt         | Lars van der Haar      |
| 2020/2021 | Toon Aerts           | Eli Iserbyt         | Michael Vanthourenhout |
| 2021/2022 | Eli Iserbyt          | Toon Aerts          | Lars van der Haar      |
| 2022/2023 | Lars van der Haar    | Eli Iserbyt         | Michael Vanthourenhout |
| 2023/2024 | Eli Iserbyt          | Joris Nieuwenhuis   | Niels Vandeputte       |
| 2024/2025 | Niels Vandeputte     | Lars van der Haar   | Michael Vanthourenhout |

### Damer – elit
| Säsong    | Vinnare         | Tvåa                 | Trea                 |
| 2015/2016 | Sanne Cant      | Nikki Brammeier      | Jolien Verschueren   |
| 2016/2017 | Sanne Cant      | Sophie De Boer       | Ellen Van Loy        |
| 2017/2018 | Sanne Cant      | Maud Kaptheijns      | Annemarie Worst      |
| 2018/2019 | Sanne Cant      | Annemarie Worst      | Denise Betsema       |
| 2019/2020 | Ceylin Alvarado | Yara Kastelijn       | Annemarie Worst      |
| 2020/2021 | Lucinda Brand   | Ceylin Alvarado      | Denise Betsema       |
| 2021/2022 | Lucinda Brand   | Denise Betsema       | Annemarie Worst      |
| 2022/2023 | Ceylin Alvarado | Inge van der Heijden | Denise Betsema       |
| 2023/2024 | Ceylin Alvarado | Annemarie Worst      | Aniek van Alphen     |
| 2024/2025 | Lucinda Brand   | Ceylin Alvarado      | Inge van der Heijden |